# Lucie Kim Nusia
Pour les articles homonymes, voir Kim.
Ne doit pas être confondu avec sainte Lucie Kim.
Lucie Kim Nusia (en coréen 김 루치아) est une laïque chrétienne coréenne, martyre et sainte, née en 1818 à Gangcheon près de Séoul en Corée, morte décapitée le 20 juillet 1839 à Séoul.
Reconnue martyre et béatifiée en 1925 par le pape Pie XI, elle est solennellement canonisée à Séoul par Jean-Paul II le 6 mai 1984 avec cent-deux autres martyrs de Corée. 
Sainte Lucie Kim Nusia est fêtée le 20 juillet et le 20 septembre.

## Biographie
Lucie Kim Nusia naît en 1818 à Gangcheon, près de la ville de Séoul, en Corée. Elle devient une jeune fille gracieuse, pleine de talents et courageuse. 
Ses parents meurent, elle doit alors vendre tous ses biens pour payer leurs frais d'obsèques. Après l'enterrement de ses parents, elle part vivre dans une famille catholique et elle fait vœu de virginité.
Lorsque la persécution éclate, Lucie et trois autres femmes chrétiennes dont Madeleine Yi Yong-hui et Marthe Kim Song-im décident de se livrer aux autorités pour témoigner de leur foi. Lucie Kim est la plus jeune des quatre mais c'est elle qui mène le groupe. Elle conserve son calme lors des interrogatoires et des tortures.
L'accusateur ne peut obtenir qu'elle renie sa foi ; au contraire, elle en témoigne et lui répond avec aplomb. Il essaye longtemps de la persuader, et recourt également à la torture. Il n'obtient pas de résultat, et se retrouve embarrassé. Les bourreaux pensent qu'elle est un esprit tant elle résiste à la torture.
Comme les autres femmes, elle souffre des coups, des tortures et de la faim, même après sa condamnation à mort. Comme elle a de beaux cheveux, elle les coupe et les vend ; avec l'argent, elle achète de la nourriture qu'elle partage avec les autres détenus.
Lucie Kim Nusia est décapitée le 20 juillet 1839 à la Petite porte de l'Ouest, à Séoul,, en compagnie de sept autres catholiques.

## Canonisation
Lucie Kim Nusia est reconnue martyre par décret du Saint-Siège le 9 mai 1925 et ainsi proclamée vénérable. Elle est béatifiée (proclamée bienheureuse) le 5 juillet suivant par le pape Pie XI.
Elle est canonisée (proclamée sainte) par le pape Jean-Paul II le 6 mai 1984 à Séoul en même temps que cent-deux autres martyrs de Corée.
Sainte Lucie Kim Nusia est fêtée le 20 juillet, jour anniversaire de sa mort, et le 20 septembre, qui est la date commune de célébration des martyrs de Corée.